# Schloss Gatterburg (Bayern)

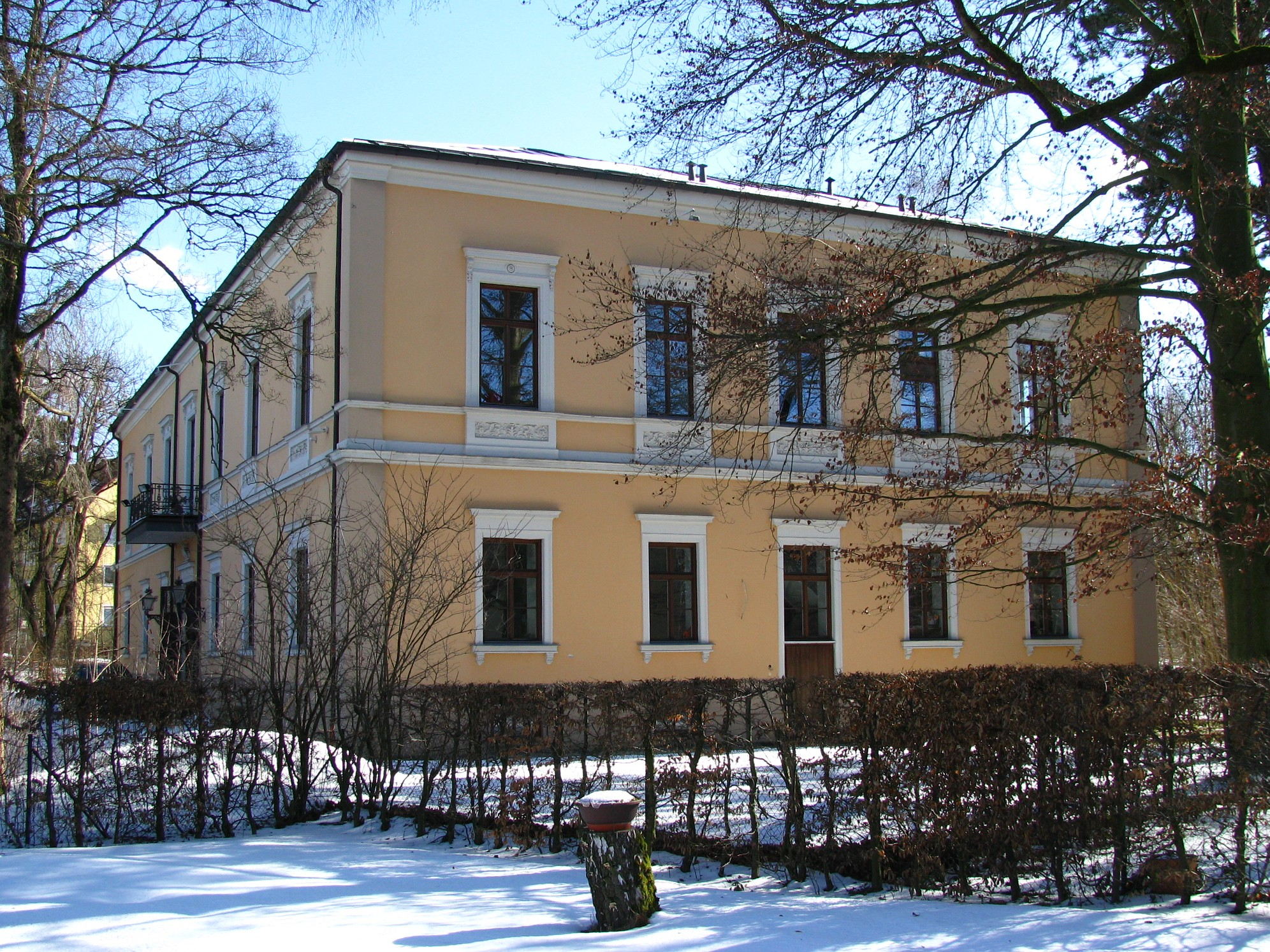
Schloss Gatterburg

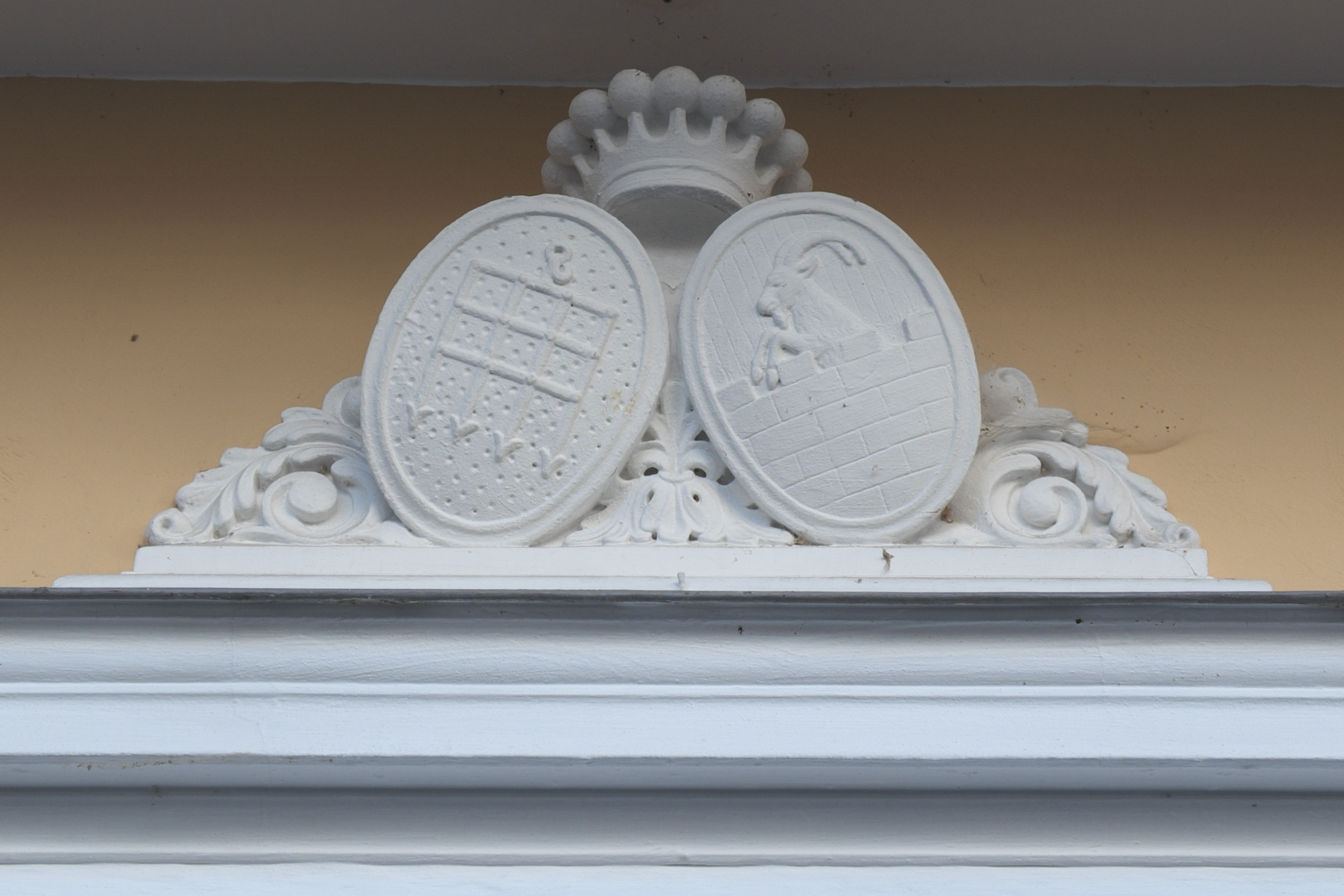
Wappen über dem Eingang

Das Schloss Gatterburg ist ein spätklassizistisches Schloss im westlichen Münchner Stadtteil Pasing. Die Anlage ist unter der Aktennummer D-1-62-000-5376 als denkmalgeschütztes Baudenkmal von Pasing verzeichnet.

## Geschichte
Der bayerische König Maximilian I. Joseph kaufte im Oktober 1814 von der Familie Berchem einen Vorgängerbau des heutigen Schlosses, Schloss Pasing, das auf einer Insel in der Würm stand. Er ließ diesen Bau niederlegen und an der heutigen Stelle, etwa 200 m südlich der Insel, einen Landsitz errichten, den er 1817 seinem Sohn Prinz Karl schenkte.
Über Ritter Felix von Hilz, der ab dem 13. Juni 1834 Eigentümer war, kam der Besitz 1841 an den Freiherrn Karl von Beck, den Gründer der Pasinger Papierfabrik. Dessen Tochter Pauline heiratete den Reichsgrafen Franz von Gatterburg und brachte nach dem Tod ihres Vaters 1862 nicht nur die Beck’sche Papierfabrik, sondern auch das damalige Landschloss an ihren Mann. Er ließ das Schloss teilweise abreißen und ab 1869 unter Einbezug eines alten Kreuzgewölbekellers die nach ihm benannte zweigeschossige Gatterburg mit flachem Walmdach erbauen.
Ab 1923 wurde das Schloss von den Passionisten als Kloster und Internat genutzt.
Das Staatsinstitut für die Ausbildung der Lehrer an Realschulen nutzte ab 1970 die Räume.
Nachdem das Gebäude 1999 renoviert wurde, beherbergt es heute Büroräume.

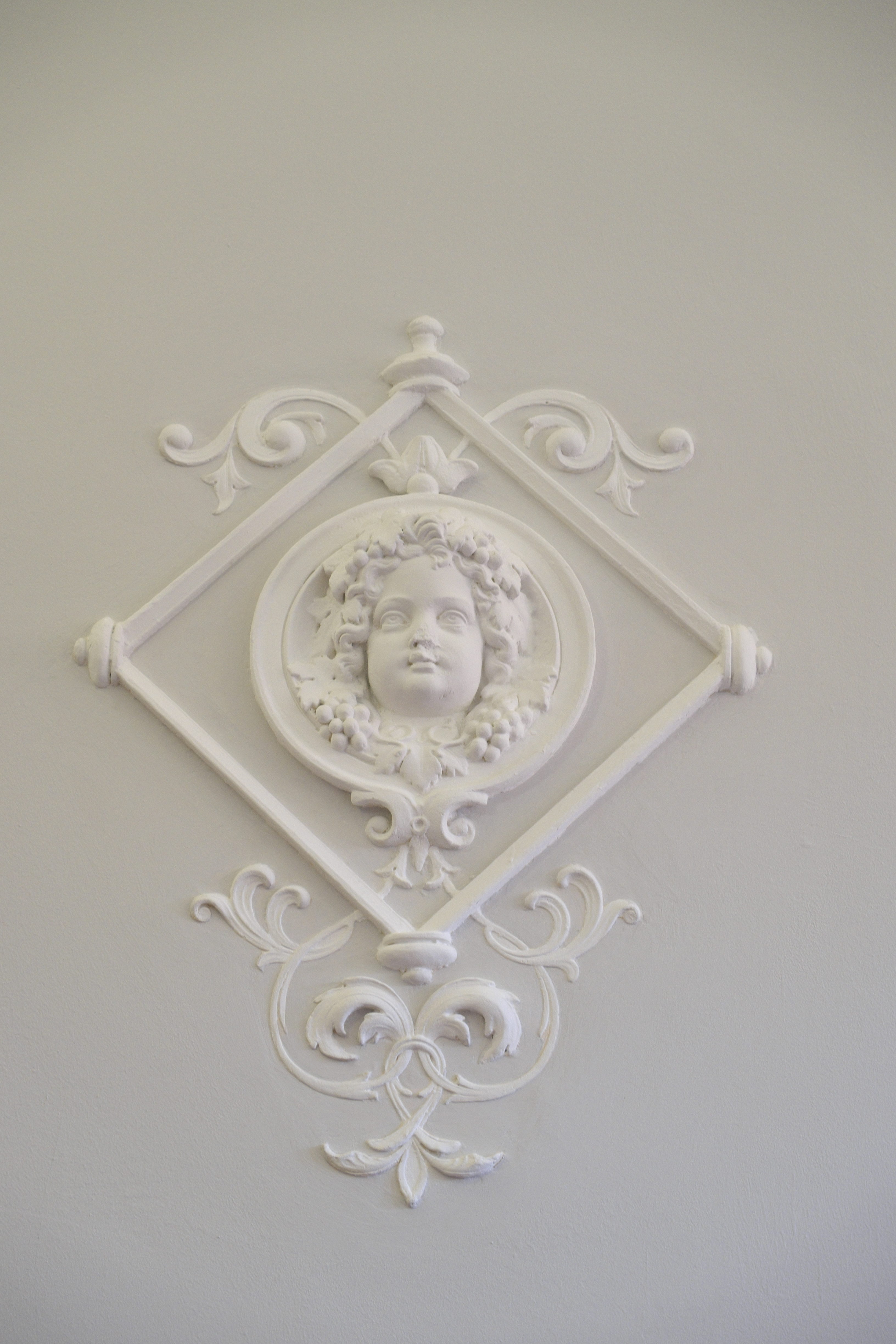
Stuckdekor
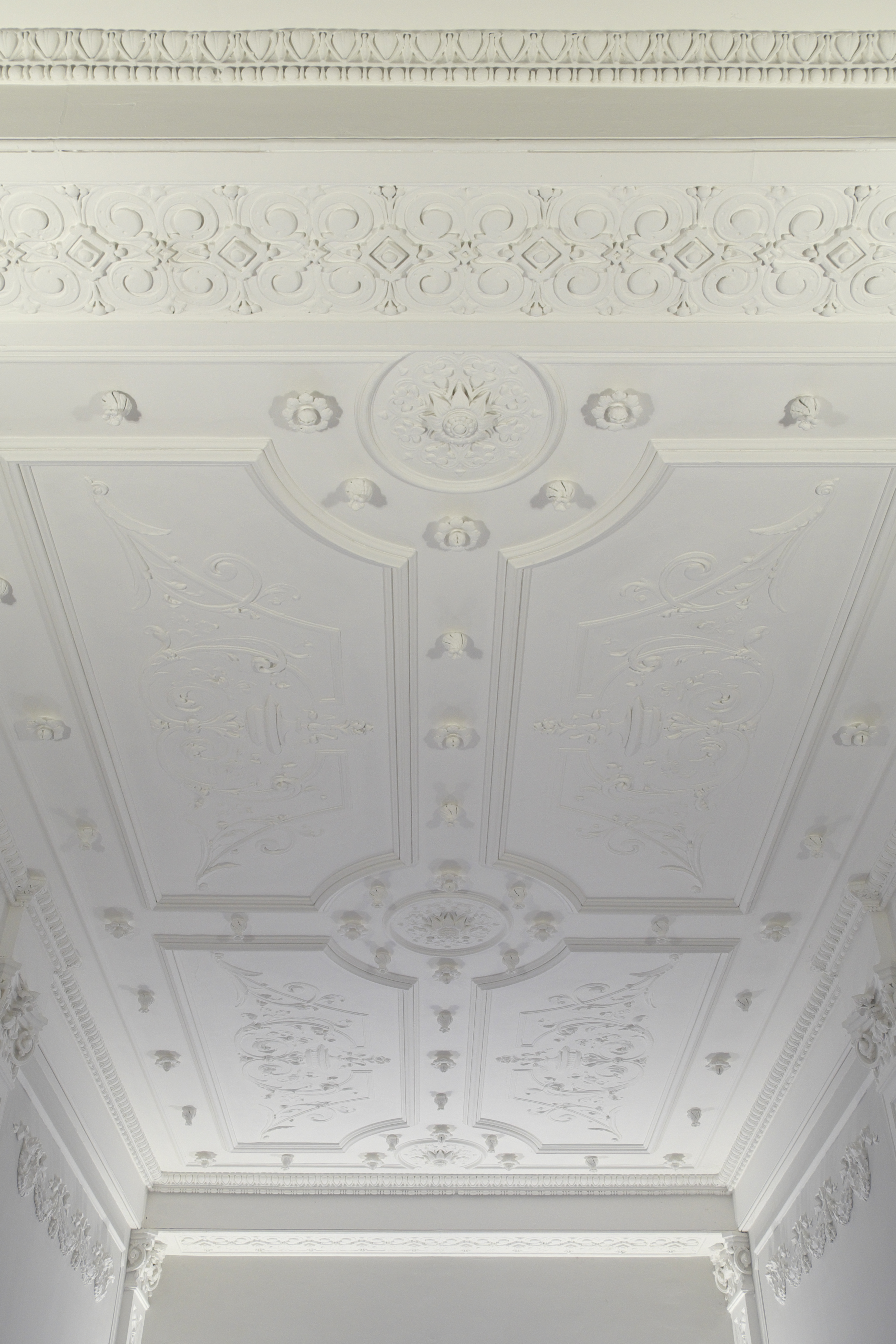
Stuckdekor
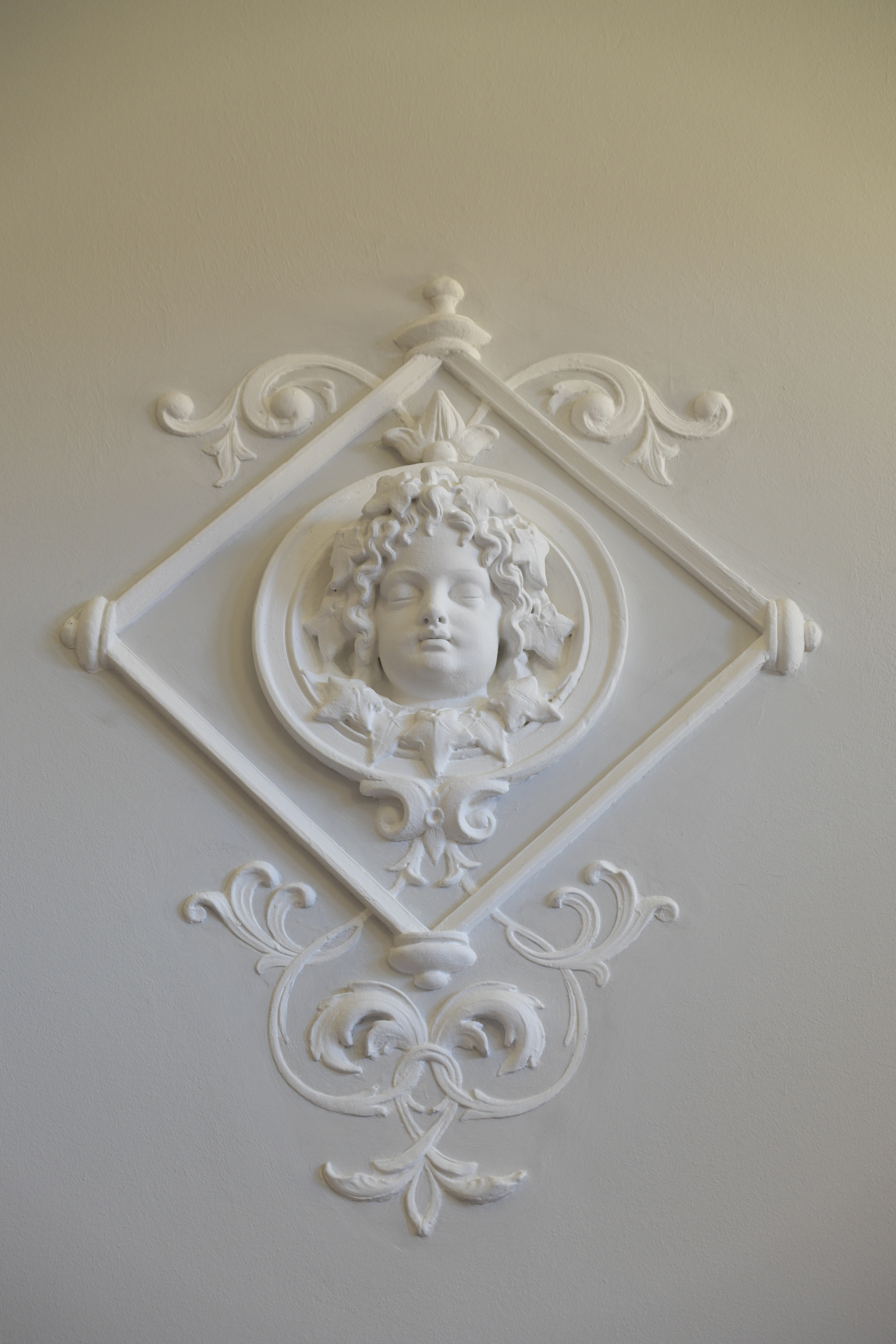
Stuckdekor